# 黄毅诚
黄毅诚（1926年10月—），曾名黄鲁，湖北枣阳人，高級工程師，原最高人民檢察院檢察長黄火青之子。

## 生平
黄毅诚早年参加新四军，随后赶赴延安，毕业于延安自然科学院，曾任中共晋察冀中央局党校支部书记。中华人民共和国成立后，担任沈阳第一机械总厂分厂厂长，随后赶赴苏联学习，回国后担任哈尔滨汽轮机厂副厂长兼总工程师，此后历任东北发电设备制造公司、北京重型电机厂厂长兼总工程师。文化大革命后，调入国家计委，此后历任计委副主任，并组建中国华能集团公司。1984年，兼任西藏经济小组组长。
1988年4月至1993年3月，出任中华人民共和国能源部部长，领导编制了能源工业“八五”计划和十年规划纲要。1993年3月至1998年3月任八届人大常委会委员、八届人大财经委员会副主任委员。1997年11月至2003年9月任中俄友好、和平与发展委员会中方主席。

## 荣誉
- 友谊勋章（俄罗斯联邦，1999年12月）[3]